# トロピコ5
『トロピコ5』は、2014年にカリプソ・メディアより発売された経営シミュレーションゲーム。トロピコシリーズの第5作である。

## ゲームプレイ
トロピコシリーズ共通のテーマ(2を除く)であるカリブの島国の独裁者の大統領となって統治するゲームである。基本的なシステムはトロピコと同じである。相違点としては、大幅に3Dを採用したこと、貿易システムで輸入ができるようになったこと、時代や、統治者家（王朝）の概念が付け加えられたこと、建造物が大幅に増えたこと、テクノロジーの概念、マルチプレイなどがある。

### 貿易システム
シリーズ最初のトロピコ(以下無印)と同様に、通常は外国との船でのやり取りは、輸出と観光のみが可能であり、この時の輸出は時価で行われるが、これに加え、ある程度の期間一定の量をある決まった価格で輸出入可能な航路という概念があり、これにより輸入が可能となっている。

### 時代
時代は、無印が冷戦時代を舞台としているのに対して、植民地時代、世界大戦時代、冷戦時代、現代の4つがある。時代が下るに従って利用可能な布告や建造物、テクノロジーが増える。また、大統領府が破壊されるか、選挙で負けるとゲームオーバーなのは無印と一緒であるが、植民地時代だけは選挙は無く、統治者も大統領ではなく総督で、宗主国とのつながりの強く独立に反対の住民を独立への賛成多数に持って行き、任期の間に独立を果たすことが目的となる。外交相手は、時代を経るにしたがって変わり、植民地時代は、宗主国から任期を伸ばしてもらうことだけで、世界大戦時代は枢軸国と連合国、冷戦時代はアメリカ合衆国とソビエト連邦、現代は、アメリカ、ロシア、中国、中東、EUとなる。

### テクノロジー
図書館などのテクノロジー開発可能値を持つ建物を建造することで、テクノロジーを開発することが可能である。テクノロジーを開発することで、可能になる布告や建造物がある。テクノロジーは時代によって開発可能な物が制限されている。

### 王朝
統治者の一族という概念があり、そこにイベントなどで7人までを迎え入れることが出来、その中から大統領候補を選び出したり、職場の管理者などを選ぶことができる。また、無印ではスコアや任務の達成などのイベント条件以外の意味が無かったスイス銀行の貯金を使って一族を強化すること等が可能である。

### 建造物
建造物はに関しては基本的には無印と同じであるが、大幅に種類は増え、道路は即座に作られ、道路に接続していないと建造物が動作しない場合がある。また、建設費用と同額を更に払うことで、即座に建造物が完成する。

## 日本語版
日本語版はスクウェア・エニックスより2015年4月23日にPlayStation 4、Xbox 360用に発売された。

### 声の出演
- 江原正士 - ペヌルティーモ秘書官 無印の秘書官でもある
- 青山穣 - オークスワース卿
- 弓場沙織 - ヴェロニカ・ヴェネノ
- 武田華 - アドリアーナ・ディアス
- 白熊寛嗣 - レオン・ケーン
- 鍋井まき子 - エビータ・ヴァスケス
- 間宮康弘 - プレジデンテ〈男〉
- 呉圭崇 - ルドルフ“ルディ”トンプソン
- 瑚海みどり - プレジデンテ〈女〉
- 後藤ヒロキ - ヅワイシュタイン博士
- 合田絵利 - ルル